# كريستيانو بيتشيني
كريستيانو بيتشيني (بالإيطالية: Cristiano Piccini)‏ (26 سبتمبر 1992 بفلورنسا في إيطاليا - ) هو لاعب كرة قدم إيطالي في مركز الدفاع. شارك مع منتخب إيطاليا تحت 19 سنة لكرة القدم ومنتخب إيطاليا تحت 20 سنة لكرة القدم ومنتخب إيطاليا تحت 21 سنة لكرة القدم. أما مع النوادي، فقد لعب مع ريال بيتيس وفيورنتينا ونادي سبيزيا ونادي ليفورنو وكارسو كالتشيو ‏.

## وصلات خارجية
- كريستيانو بيتشيني على موقع الاتحاد الأوربي (الإنجليزية)
- كريستيانو بيتشيني على موقع قاعدة بيانات كرة القدم.إي يو (الإنجليزية)
- كريستيانو بيتشيني على موقع ليكيب (الفرنسية)
- كريستيانو بيتشيني على موقع ناشيونال فوتبول تيمز (الإنجليزية)
- كريستيانو بيتشيني على موقع Soccerbase.com (لاعب) (الإنجليزية)
- كريستيانو بيتشيني على موقع Soccerway.com (الإنجليزية)
- كريستيانو بيتشيني على موقع عالم كرة القدم.نت (الإنجليزية)
- كريستيانو بيتشيني على موقع AS.com (الإسبانية)